# ZA-11
La voie rapide ZA-11 est une autoroute urbaine qui pénètre Zamora par le nord en venant de Léon.
Elle va doubler la N-630 jusqu'au centre ville.
Elle relie l'A-66 à la rocade de la ville (ZA-20).

## Tracé
- Elle va se déconnecter de l'A-66 et se terminer au croisement avec la variante nord de Zamora (ZA-20) qui entoure la ville par l'est.

### Référence
- Nomenclature